# 夏目友人帳
『夏目友人帳』（なつめゆうじんちょう）は、緑川ゆきによる日本の漫画作品。2007年9月号から『LaLa』で連載中。初出は『LaLa DX』（白泉社）2003年7月号。同誌2005年1月号から読み切りのシリーズとして隔月連載され、一部作品は『LaLa』（白泉社）に掲載された。2024年11月時点でシリーズ累計発行部数は1800万部を突破している。
2024年12月16日、初のゲーム化作品「夏目友人帳 ～葉月の記～」の制作が発表された。
アニメシリーズはテレビアニメが2008年から7期(2024年)まで放送されており、2018年9月には劇場版が公開。アニメの詳細は該当記事を参照。『LaLa』付録としてドラマCDが制作されたこともある。
2013年11月から2019年10月まで白泉社のウェブコミックサイト『LaLaメロディonline』『花LaLa online』『マンガPark』でカネチクヂュンコによるスピンオフ4コマ漫画『ニャンコ先生が行く！』が連載された。

## あらすじ
高校生の夏目貴志は、幼いころから普通の人には見えない妖（あやかし、妖怪）の姿を見たり、声を聴くことのできる能力を持っていた。両親を亡くした貴志は、その能力のため「うそつき」「薄気味悪い」と言われ、父方の親戚を転々としていたが、遠縁の藤原滋・塔子夫妻に引き取られる。貴志は厄介者の自分を引き取った藤原夫妻の愛情に報いるため、自分の能力を隠しとおすと決めていた。ある日、「名前を返せ」と言う妖に襲われた貴志は、逃げる途中祠に封じられた妖怪斑（まだら）の封印を解いてしまう。貴志を見た斑は「夏目レイコじゃないか」と尋ねる。レイコは貴志の母方の祖母だった。貴志はレイコの数少ない遺品の中から「友人帳」を見つける。
友人帳は貴志と同様に妖が見え、周囲から孤立していたレイコが妖怪たちと勝負し、負かした結果、奪った名を集めた契約書の束だった。やがて、友人帳は「多くの妖を従え、使役出来る宝物」として妖たちの間に噂として広まっていた。斑は貴志から友人帳を奪おうとするが、貴志は斑と「俺が死んだら友人帳はお前にやる」という約束をし、かわりに斑は貴志の用心棒となる。依り代である招き猫と強く結びついてしまった斑は普通の人間には「頭の大きな猫」に見えるためニャンコ先生と呼ばれるようになる。こうして、貴志とニャンコ先生は友人帳から名を取り戻そうとする者、友人帳を奪おうとする者、希有な存在である貴志を喰らおうとする者、夏目レイコの復活を知って訪ねてきた者、相談事を抱えてきた者など様々な妖怪たちと関わりを持つことになる。レイコと妖怪たちとの繋がりは力任せな主従関係といった単純なものではなく、人から避けられ、人を避けて生きたレイコとそんなレイコを見かねた妖怪たちとの想い出の数々でもあった。貴志はレイコとの唯一の繋がりであり、名を縛られた妖たちにとっては命も同然の友人帳を大切に扱うようになる。また、様々な出来事を通じて妖たちとの出会いと別れを繰り返し、彼らが抱えた事情や想いを知ってゆく。
高校では北本や西村という友人が出来る。また転校生で僧侶の息子田沼要、好事家の祖父から妖に関する秘術を受け継いだ少女多軌透と知り合い友達になる。二人は北本や西村と違い貴志の抱える秘密と事情を知って協力を申し出てくれる。だが、妖の存在は感知できても見ることが出来ず身体的に悪影響を受けやすい要、魔法陣により限定的に妖の姿を見ることが出来てもそれがために命に関わるトラブルに見舞われた透を巻き込むまいとして貴志は二人にも言えない秘密を抱えることになる。また、貴志は「式」（式神）を使役し、妖に纏わる怪異現象を請け負う「祓い屋」でありイケメン俳優でもある名取周一と知り合う。体表にイモリの妖怪が這い回る周一は貴志と同様に妖怪が見えることから普通の人々から距離を置き、妖を憎んでいた。同じ悩みを抱えた貴志に周一は好意的に振る舞い、妖祓いの手伝いをさせるようになる。だが、貴志は信頼出来る周一にも友人帳の存在だけは教えることが出来なかった。周一と関わるうち、貴志は祓い屋の大家「的場家」の現当主的場静司とも知り合う。ときに暴力的かつ強引な手段で妖たちを従え、祓う静司たち的場一門を貴志は警戒する。だが、静司は式を素手で撃退するほど強力な妖力を持つ貴志に目をつける。
レイコと同じく普通の人々と異なる力と理解されない孤独、天涯孤独の境遇を味わいながらもレイコが得られなかった「大切な人たちとの繋がり」を得た貴志は藤原夫妻や友人達といった「大切なもの」を守るため、ニャンコ先生と共に日々奮闘する。

## 舞台
主な舞台となっているのは自然豊かな田舎町。藤原夫妻が貴志を引き取る際に「若い子をこんな田舎に住まわせるのは気の毒」と気後れしたほど。辺りには山や森が数多くあり、土着神を祀った祠やいわれのある寺や神社が点在する。もともとは信仰心の厚い土地柄だったようだが時代の変遷と共にそれが失われつつあり、人間の信仰心を糧として力を得てきた妖たちが力の喪失や没落といった憂き目を見ている。大きな街からもそう離れておらず、必要に応じて街に出ることもある。
明確な舞台設定は無いが、劇中には作者の出身地・在住地である熊本県人吉市の風景をモデルとする描写が多数存在する。そのため、人吉市やその近辺の地域では、いたるところに夏目友人帳に関連するもの（グッズ・ポスター等）が数多く存在する。アニメ第3期製作にあたっては、作者自らが熊本県のお気に入りの風景を監督・アニメスタッフに紹介しており、人吉球磨の風景が参考にされていることから、郡市の新規PR事業にタイアップすることが2011年6月に発表された。アニメ第4期夏目友人帳 肆「♯12 記憶の扉」において、福岡県福岡市や福岡市早良区次郎丸、同賀茂周辺の描写がなされ、主人公が手に持つ地図が福岡市内のそれと同じものであることが、作中にて分かる。

## 登場人物
「声」は、ドラマCD版・テレビアニメ版共通の担当声優。作中では貴志は「夏目」、レイコは「レイコ」と呼ばれ、妖怪は自分達を「妖」（あやかし）と称しており、本項ではそれに従う。

### 主要人物
夏目 貴志（なつめ たかし）
声 - 神谷浩史、藤村歩（少年時代）
7月1日生まれ。B型。身長167cm。好きなものは猫、黒ニャンコ。
主人公。常人には見えない「妖」を見る能力を持っている少年。強大な妖力を持っていたと言われる「夏目レイコ」の孫。
世分高校1年でクラスは2組。アニメ版では途中で高校2年に進級している。
生まれてすぐに母親を、まだ小さいうちに父親（声 - 小西克幸） を亡くしている。父親のことは少し覚えているが、思い出すと辛くなるため、あえて忘れようとしていたら大切なことも忘れてしまった。両親を亡くして以来、妖が見えるゆえの奇行も一因となって親戚の間をたらい回しにされていたが、最近ようやく父方の遠縁の藤原夫妻のもとに落ち着いた。祖母・レイコの遺品である「友人帳」を手にして以来、そこに書かれている名を妖達に返すため、またそうした活躍により貴志とニャンコ先生の名声が高まるにつれて面倒事が舞い込む機会が増え、せわしない日々を送っている。
多くの妖を従えることさえ可能にする友人帳を持ちながらも、貴志自身は基本的に友人帳を名を返す時以外で使うことを良しとしていない。また、ともすれば危険なものであるという責任感以外にも、自分と通じるところがありながらも孤独であった祖母の唯一の形見として、友人帳を大事にしている。
当初は、妖が見える能力を疎んじて見えなくなることを願っていたが、式すら見えなくなり廃業に追い込まれた祓い屋と関わったことや、一時的に視力が低下し「普通の人の普通の目」になった際に感じた不安から、いつの日かニャンコ先生やヒノエたちが見えなくなることを恐れるようになる。
ニャンコ先生たちの出会いもあり昔と比較すれば精神的にはかなり安定している。とはいえニャンコ先生たちと出会う前に親交のあった人々からは今でも気味悪がられたり蔑視されるなど腫物扱いが続いている。夏目自身も昔の知り合い達のことは快く思っていないが、時としてニャンコ先生の制止を振り切り彼らと友好的な関係を築きなおそうとする。が、その度に過去の自分への差別や偏見を目の当たりに再び傷つくことを繰り返してしまっている。一方で、時には和解できる稀有な出来事もあり、夏目自身の努力が実を結ぶ時もある。
一人称は「おれ」、「僕」。藤原夫妻を除く主要人物たちからは「夏目」と呼ばれる。
LaLa2018年11月号のキャラクター人気投票では、第1位を獲得。

【外見】
祖母レイコとそっくりの端正な容姿をしている。初対面の妖にはよくレイコと間違われる。祖母のレイコ同様、髪色は灰色がかった色。他の登場人物からたびたび「マッチ棒」「白アスパラ」「軟弱な奴」「もやし」「オンナオトコ」などと評されており、細身で体格の良くない設定。作者によると「夏目のコンプレックスは女顔」とのこと。服装は普段は学校の制服姿でいることが多い。私服も高校生らしく落ち着いた服を着こなしている。冬にはマフラーを巻いていることも多い。作者によると「実はチンピラっぽいシャツが好き」という設定があり、まれに夏場を中心にそれっぽいポロシャツを着ていることがある。

【能力】 普通の人々には落書きにしか見えない友人帳を誰に教わったわけでもなく読み解くことが出来る。そして名を奪われた妖に対してレイコの縁者であるとして、友人帳からその名を探し出して返したりもする。ただ名を返すためには相手の顔を知る必要がある。また祖母譲りの強大な妖力を持ち、ゲンコツ一発で妖や式を退けることもある。また、高度の秘術で隠された物を見つけたり、周一らの指導の上で祓いの術を発動することも出来る。だが、基本的に事なかれ主義で自衛以上には祓う力を得ようとはしない。やがて、守りたいと思う人やものが増えたため、護るための術を覚えたいという気持ちと、妖に対する価値観が大きく異なる祓い屋から学ぶことへの葛藤を抱えるようになる。
あまりにも普通に妖が見えてしまうため妖と人の区別がつかないことがある、強力な妖力を妖に狙われやすい割に自身の防衛手段がゲンコツのみのため気付かぬうちにとり憑かれたり呪われたり妖力を吸われたりする。名を返す行為のさわりや妖気にあてられたりしてたびたび体調を崩しており、身体的にはレイコほど丈夫ではない。
強力な妖怪・斑を使役 していることから祓い屋たちからはその能力を驚嘆されている。
その能力をむやみに利用しないが故に友人帳の力に頼らずとも夏目組・犬の会の面々のようにほぼ無条件で力を貸す存在がいる。

【対人関係】
孤独な過去の経験が影響してか、周囲に対して一歩引いて接してしまう傾向があるが、根は情誼に厚く、人間のみならず妖にも強く感情移入する。
塔子、要、タキ、周一ら貴志が大切に思う人にほど嘘を重ね、秘密を作ってしまう。特に心優しい塔子に対しては怪我の理由や外出の目的などほぼ毎回のように嘘をつくことになってしまっている。劇中、貴志が完全な本性で接することが出来ているのはニャンコ先生だけ。ニャンコ先生との関係は主従関係が話題になると必ず喧嘩になる。実のところ「相棒」というのが適切。
円滑な人間関係を維持するため感情を圧し殺して謙虚で慇懃に振る舞うこともある。だが、これは現在の貴志の姿からはあまりにもかけ離れているため要たちからは異様と受け取られる。
レイコが人間嫌いの不良娘で、妖にも一種乱暴に見える関わり方をしていたのに対し、貴志は人を嫌ってはいない。また上述の通り感情移入してしまうこともあるため、自分から人が離れていく原因になっている妖のことも嫌い切れない。物語が進むごとに妖と関わることへの抵抗は薄くなっている反面、深入りしすぎて人と距離が出来ることに対する葛藤も抱える。周囲とのあり方についての両者の違いは、レイコをよく知る妖たちからもたびたび指摘されている。
現在の穏やかな生活を守るために、妖を見ることができるということは基本的に藤原夫妻を含め周囲の人には秘密にしており、問い質されてもごまかしている。この秘密を知る主な人物は、友人では名取周一、田沼要、多軌透のみで、他には的場一門の人間、旧友の柴田など。これらの人物には同時にニャンコ先生の正体も知られている。
友人帳については上述の親しい人物に対しても明かさないように注意していたが、名取には第72話・第73話の箱崎邸の遺産の一件の後に打ち明けた。一方、妖の力を悪用しようとする者や、妖を道具として使い切り捨てる的場一門に対しては知られないように警戒心を強めている。

【性格】
本来は繊細で心優しい性格だが、人の愛情に恵まれず育ったため感情を表出することを苦手とする。常に自分には否定的で割と頑固。上述のような内向的な性格の反面、粗暴ですぐに手が出る。敵わないと思ったら脱兎の如く逃げる、逆に友人のためなら人喰らいの妖怪の中に変装して飛び込むなど、いざという時の行動力もかなりある。
幼少の頃から雷が苦手。極めて寝相が悪いが、朝には元の位置に戻っているため、本人が自覚しているかは不明。幼い時は、家の壁にらくがきするなど年相応のやんちゃさがあった。

ニャンコ先生（ニャンコせんせい） / 斑（まだら）
声 - 井上和彦、小林沙苗（女子高生姿への変身時。アニメ版でのクレジット表記では『女子高生ニャンコ先生』）
貴志の「自称」用心棒。ニャンコ先生時の身長・体重はドッジボール2個分。好物は饅頭などの甘味、エビ、イカ、酒。つまみの中では特にイカ焼きが好物で「イカ焼きいかーがー。イカ焼きウォンチュー」（3期10話）と歌っていたり「君の瞳にイカ焼き」（5期特別編2話）と言ったりしている。貴志の用心棒になって以降、あまりにも人間の食習慣に慣れすぎているせいで妖から心配されることもある。趣味は狩り。
一人称は「私」。「招き猫」を依代に長い間封印されていたが、貴志が結界を切ったことにより解放された。レイコとは知り合いだったが、勝負は断り続けていたため、友人帳の中に名はない。貴志から「ニャンコ先生」、または「先生」と呼ばれる。
アニメ版では言葉を発する時、「斑」の時と「ニャンコ先生」の時では声のトーンが大きく変わっている。しかし、斑をよく知る妖には声によって一瞬でニャンコ先生＝斑であることを見破られている。
LaLa2018年11月号のキャラクター人気投票では2位を獲得した。本作のマスコットキャラクターでもあるため、アニメ化を機に関連グッズもかなり多く発売されている。また、オフィシャルTwitterのアイコンは、原作版、アニメ版共に彼のピンイラストが採用されている。

【外見と能力】
正体は、妖の間で名の知れた上級の強力な妖「斑」で、本来は巨大で白い獣の姿で飛行能力も持つ。長年封印されていたため、体が依代の招き猫姿に慣れてしまい、普段は「招き猫のような猫」の姿をとっている。その容姿は他者によると「たぬきだるま」や「ブタネコ」「デブネコ」「ブサネコ」「インチキ招き猫」「大福ネコ」「白豚ネコ」「ネコだるま」「砂袋のようなもの」など、基本的に散々な評価。夏目組・犬の会の面々は飲み仲間だが、貴志の用心棒の座を密かに狙われている。作中で招き猫姿を愛でているのはタキのみで、タキによると触り心地はいいらしく「つるふか」しているとのこと。この状態のときには常人でも視認できるため、藤原夫妻の許可の下、貴志の飼い猫として暮らしている。また、猫姿の時は本来の姿の時より発揮できる妖力が制限されるようだが、本来の姿に戻ることは常時可能。79話において本来いるはずのない勉強合宿に紛れ込んだため、この回限定で「うり坊バージョン」 の別猫として登場した。
攻撃法としては大抵の場合は妖を「光」で撃退する。喰らうことも出来るがよほど悪質な存在でもない限りはやらない。神格クラスの妖と最強の祓い屋・的場静司を除いて遅れをとることはなく、劇中で最強の妖である。祓い屋の使う呪符や結界程度では不快感を示す程度でほとんど影響がない。強力な結界も貼れるがそれでは名の返却を求める妖が入れないためわざと隙間を作っているがそのために貴志が小物に悪さをされることになっている。
人間に化ける能力も有しており、作中では貴志や同年代のレイコにそっくりな少女の姿に化けている。ただ内面までは真似られず、貴志に化けた際は要に一目で見破られた。

【性格】
妖の中でも上級であるため、人間や下等な妖に対しては常に高圧的で尊大。ただし、長年封印されている間にだいぶ性格は丸くなっており、日頃は呑気にゴロゴロしている。夏目とは、用心棒をする代わりに彼の死後に友人帳を譲り受ける約束を交わしている。その言の通り夏目の危機の際に彼を助ける一方、夜中に晩酌に出るなど、用心棒としての仕事ぶりは気まぐれ。貴志と付き合っているうちに情が移っていると感じられる場面が幾度となくみられる。かなり食い意地が張っており、貴志を助けた後に「感謝は晩飯で示せ」と言ったり、食べ物が絡むと態度を豹変させる。塔子の作る料理もお気に入り。冷蔵庫のエビを13本も食べたことで夏目に出て行けと言われて家出をしたこともある。人も喰う妖であるらしく、何度か寝ぼけて本来の姿に戻り夏目を喰おうとしたことがある。元来おしゃべりなせいで事情を知っている者たちの前では能弁。うっかり柴田の前でしゃべった際には貴志から折檻された。

夏目 レイコ（なつめ レイコ）
声 - 小林沙苗
貴志の母方の祖母であり、故人。
一人称は「私」。「友人帳」の作成者。妖たちにも評判となるほど美しい娘 で、その名前は妖や現在の祓い屋達の間でも広く知れ渡っている。なお、孫である貴志も彼女のことは「レイコさん」と呼ぶ。娘である貴志の母を産んだ後、若くして他界しているが、死因を含め一切の詳細が不明。孫である夏目もその死を「どこかの木の下で亡くなった」と伝え聞くのみである（単行本3巻11話）。未婚の母として貴志の母を産んだため「男にだらしなかった」など親戚からは言われている。単行本18巻第73話では貴志が亡くなった祓い屋の式から貴志に似た男を見たと聞いており、貴志は祖父ではないかと推測している。
回想に登場している限りでの姿は、常にセーラー服とロングヘアーで、孫の夏目同様、髪色は灰色がかった色だが、アニメ版では茶色である。
過去の回想のみの登場であるため、本編での登場頻度は低めだが、各単行本の扉絵表紙には毎巻登場している。
友人帳の主な作成期間は彼女が高校生だった頃で、貴志が得られるレイコの記憶もその頃に限定されている。前述の人から嫌われ避けられていた情報以外に断片的にわかっているのは、年頃になっても素行は田舎のガキ大将同然でスカートのまま木登りをしたり野山を駆け回っていた。居候同然で門限は厳守 だった。周囲の悪評を意に介さず彼女の素行を注意する男性と思しき人物がおり、レイコが興味を持っていたことなど。

【能力】
非常に強力な妖力を持っており、妖を見るだけでなく祓う力にも長けていた。しかし、そのせいで人とはうまく付き合うことができず、その憂さ晴らしのために出会った妖達に勝負を持ちかけてはイビリ負かし、子分にした証として名（真名）を奪い友人帳を作成した。このことについて貴志は、彼女は寂しさから妖怪たちが名を奪い返しにやって来るのを待っていたのだろうと推測している。ただ、この行為自体が祓い屋の間では最大の禁術 に相当すると後に判明する。基礎のレベルだが符術なども扱っていた様子もうかがえるが、彼女が誰からそうした技を習ったかは作中では表現されていない。

【性格】
美人だった一方、妖に対しては質が悪かったようで、友人帳に記されずともレイコの悪名と友人帳の評判を伝え聞く妖は多い。流布していた評判は「傍若無人」「容赦なし」「大ボス」などであった。一方で、決して悪名のみではなく、ヒノエなどレイコを恋慕う妖たちも存在する。
人間達の間では近所でも評判の変わり者扱いをされ、露骨に避けられたり、石を投げつけられる等の迫害も受けていた。常に生傷が絶えなかったという描写もある。人から嫌われることに慣れており、そうした自身の在り方を達観していたとみられる。ニャンコ先生から見ても「人間嫌い」であったとされるが、親切心も持ち合わせており、根っからの人間嫌いではない。だが、積極的に関わろうとすると裏目に出てしまうことが多かった様子。
「大事な人」がおらず天涯孤独であったがゆえに、そのことで頻繁に悩む夏目とは逆に、常に笑顔を浮かべていた。しかし、常に悪い噂の流れる自分に対しても、屈託なく接してきた幼い頃の藤原滋は、レイコにとっては「お気に入りの子」＝友人だったらしく、僅かに親しくなっていたが藤原家に取り憑こうとした妖怪を撃退したことを機に、自身が関わることで滋に累が及ぶのを避けるためにあえて離れたとみられる。本人の心境はともかくとして独りでいる彼女がひどく寂しげに見えたことが多くの妖との繋がりを産んだ。

アニメ版のみの設定
原作で言及されている性格のずぼらさや、スケバンぶりが若干強調されている。また、妖との約束を忘れてしまっている様子がたびたび見られる（原作ではそのような描写はない）。

### 藤原家
貴志の父方の遠縁にあたる。貴志は実の子同然の扱いを受けるが現時点でも夏目姓を名乗るように養子縁組したわけではない。
貴志が大事にしているのは藤原夫妻のみならず、暮らしている家そのもの。
藤原 塔子（ふじわら とうこ）
声 - 伊藤美紀
身寄りのない貴志を引き取った滋の妻。心優しくおっとりとした女性で、まだ幼さが残る貴志を「貴志君」と呼び、とても大事に育てている。料理上手で基本的にほぼ手作り。貴志やニャンコ先生は勿論、貴志の友人達にも好評である。少しお節介焼きでミーハー。買い物が好きで、必要以上に買い込んでくる癖がある。貴志からは「塔子さん」と呼ばれる。ニャンコ先生を「ニャンキチ君」、「ネコちゃん」と呼ぶ。花が好きな彼女のために貴志が庭に花壇を作るエピソードもある。
基本的に物語での登場シーンはほんの少しだが、エピソードにはほぼ毎回登場している。
子供が出来ず夫婦二人きりにもそれなりに満足しているがどちらかが先に逝き、1人遺される将来にはやや悲観している。おしどり夫婦を絵にした関係で、少しの間でも滋と離れると不安を感じる。
藤原 滋（ふじわら しげる）
声 - 伊藤栄次 、加藤奈々絵（少年時代）
貴志の父方の遠縁で、身寄りのない彼を引き取った。塔子の夫。眼鏡と顎髭が特徴。普段は無口だが、貴志のことは「貴志」と呼び捨て父親然と振る舞う。
現在は落ち着いた雰囲気を持つが、幼い頃は違い、わんぱくで活発な少年だった。少年時代にレイコらしき少女と交流があり、自覚のないまま妖を家から追い払ってもらったことがある（現在はレイコの名前も覚えておらず、貴志の祖母だということも知らない）。妖の足音を感じるなど、その雰囲気を若干察することができるようで、貴志の特異性などへの理解もあるような描写がされるが、決して詮索はしない。貴志からは「滋さん」と呼ばれる。ニャンコ先生を「ニャンゴロー」と呼ぶが、本人はこの呼び方を気に入っていない模様。
田沼と同じく、アニメ版では登場シーンが増えている。原作での初期の出番はほとんどなく、塔子や貴志がその存在を口にしていただけだった。実質的に第5巻が初登場であり、以降はたびたび登場している。
遠縁の葬儀に参列した際に初めて貴志と対面した際、その不幸な境遇を憐れみ塔子と相談の上で引き取ることを決めた。親戚間では厄介者を引き受けた奇特な人物と思われている。

### 貴志の友人
田沼 要（たぬま かなめ）
声 - 堀江一眞
9月17日生まれ。O型。身長171cm。父は住職。
貴志の同級生で友人。クラスは北本と同じ1組。物静かで控えめな少年。夏目の能力とニャンコ先生の秘密を知っている。
一人称は「おれ」。髪の色は黒。視界を広げるために一度前髪を切ったが、作者が読者からの要望に応え、再び元の髪型に戻している（アニメ版ではこの一連の描写は無い）。
貴志にとって、妖について初めて想いを分かち合えた仲間。また、貴志の真意である「藤原夫妻にだけは絶対に秘密を明かせない」（貴志の怪我や不調について妖怪絡みとわかれば何があっても笑顔で接してきた塔子も顔色を失う）事情も理解している心強い存在。貴志が転校してきて間もなく八ツ原の廃寺に引っ越してきた。貴志のもともとの友人である北本、西村とは貴志に関する事情説明（妖怪騒動にまつわる奇行の言い訳）を通じて交流を持ちやがてグループに加わり、引き続きそうした役回りを請け負う。タキとも同様に貴志を通じて知り合った。貴志と同様に柴田から二人揃って「もやしっこ」と言われるほど細身。幼少期は後述の理由により文字通り虚弱だった。
LaLa2018年11月号でのキャラクター人気投票では第6位。
【能力・性格】
後述の父同様に田沼自身も妖の姿を見る能力は持っていないため、妖の姿をはっきりと見ることはできないが、霊感の持ち主であり、妖の影を見たり、妖の気配を感じることはできる。しかしその際にいわゆる「気」に当てられ体調を崩してしまう。薄々はわかっていたが妖が見える貴志と出会って確信した。
貴志は妖と関わっている時には彼に会いに来なくなることが多く、それが気遣いからの行為であると解ってはいるものの、貴志に比べれば「力のレベルが低いから相手にされていないのでは?」「なんの力にもならないと思われているのでは?」と落ち込む様子が時折見られる。
一度貴志を妖（声 - 生天目仁美）から庇ったことで、妖に取り憑かれたことがある。その際、要の意思により、取り憑かれた妖の力ではっきりと妖を見ることができるようになり、その妖との会話や一連の騒動の中で貴志が普段どのような世界を見ているのかを知ることになった。妖が離れたのちに目は元に戻った。
貴志から聞かされていなかったため、当初はニャンコ先生が妖だとは知らなかったが、ニャンコ先生がうっかり声を出してしまったためにその正体を知ることとなる。妖と会話をしたのはニャンコ先生が初めてであるという。ニャンコ先生のことを「ニャンニャン先生」、「ポン太」など毎回異なる適当な名前で呼ぶため、ニャンコ先生は不満気である。
妖関係などで困っている貴志をよく手助けしている。タキと共に徐々に貴志をサポートする場面が見られるようになってきた。周一とは貴志がビンに吸い込まれた事件をきっかけに初めて対面した（アニメ版では第1期で彼の姿を目撃している）。
多軌 透（たき とおる）
声 - 佐藤利奈
5月15日生まれ。O型。身長160cm。好きなものはかわいいもの全般。
貴志の同級生で友人。クラスは5組。通称「タキ」。好奇心旺盛で責任感の強い、無邪気で心優しい少女。貴志の能力とニャンコ先生の秘密を知っている。家族構成は両親以外に兄（声 - 福山潤）がいる。父と兄は海外赴任のため母と暮らしている。
アニメでは第2期から登場。一人称は「私」。セミロングの明るめの茶髪で、祖父の遺品と思しき帽子をかぶっていることもある。
劇中登場する主要女性キャラの中で唯一（他はレイコ、塔子、七瀬のみ）貴志と年頃が近いが出番は多くない。
【能力】
タキ自身は妖を見る能力は持っていないが、祖父の遺した陣（「姿写しの陣」）を描き、この陣の中に入った妖を見ることができる。貴志の能力についても妖から伝え聞いた。陣の使用時は地面に描くことが多く、その際には杖（ステッキ）を使っている。
先祖は陰陽師のようなことをやっていたといい、彼女もその血を引いているため、タキの描く陣の中は妖力が高まり、素質のある人間には陣の中の妖が見えてしまう。その家系のため、妖に関する知識は貴志よりも豊富で、貴志にとって頼りがいのある存在。家は旧家であり、蔵には魔除けや祖父の遺品などが多く置いてある。遺品の書物などを元に魔除けグッズを自作して貴志や要に提供することも。彼女の両親は蔵のことを気味悪がっており近付こうとしないため、事実上タキが管理しており、貴志と要が掃除を手伝ったこともある。立派な門のある屋敷だが、「日当たりのビミョウな部屋が多い家」。慎一郎が研究の過程で試した術や結界、符がそこかしこに貼られているせいで妖たちにすれば迷路のようになっており、それが事件になったこともある。後に彼女の使う術が祓い屋たちから「禁術」と扱われていることが判明し、貴志の忠告で決して口外しないと約束した。
祖父と同じく妖への興味が強く、夏目の役に立ちたいという想いから祖父が残した研究資料をもとに妖について学んでいる。また、研究資料をもとに妖の文字も解読できるようになっている。さらに、多軌が作成した魔除けのお守りや御札は夏目を襲った妖に対して一定の効果を発揮するようになってきており、夏目から「（夏目、田沼を含めた3人の中で）多軌が一番高スキルになりつつあるのでは」と言われている。
【経緯】
陣の中を通りかかった姿を目撃したために、額に傷のある妖（声 - 菅生隆之）に祟られてしまい、その祟りの内容に起因して周囲との会話を極力避けていたが、夏目とニャンコ先生の協力によって救われた。それ以降は、貴志の力になりたいという思いから協力している。良き理解者の一人。
【性格】
妖に祟られていた間は他人との会話を極力避けていたため、一部の男子からは「無口でおしとやか」だと思われている。
本人によるとかわいいものを見ると心が乱れてしまうとのことだが、当初からなぜかニャンコ先生がお気に入りで、「猫ちゃん」や「ニャンコ先生」と呼んでかわいがっており、出会うたびに衝動を抑えきれず抱きしめてしまう。登場人物の中で唯一のニャンコ先生の大ファンで、その好意のほどは夏目や妖のちょびひげ、ニャンコ先生自身など、周囲が深く驚くレベル。花冠やクッキー、ニャンコ先生の人形などを作る技術も持つ反面、妖に関する護符などの品を作った際には徹夜をするなど要領が悪く、当人は「手先が器用になりたい」とぼやいている。徹夜明けには隈のできやすい体質らしく、貴志にそれを指摘されている。
学校の文化祭の準備会を機に貴志を介して要と知り合い、以降は仲が良い（アニメ版では第2期終盤のカイ編にて対面した）。
ニャンコ先生、斑、レイコそっくりの姿をすべて知っている。
LaLa2018年11月号でのキャラクター人気投票では第7位。
西村 悟（にしむら さとる）
声 - 木村良平
貴志の同級生で貴志にとって初めての友達。貴志の秘密である妖が見える能力については知らない。性格は明るく脳天気。やや軽薄でミーハー。なにかと女子女子と大騒ぎする。タキのことが好きで「（5組の）タキさん」と呼んでいるが、当初は名前も知らなかったとのこと。しかし夏目とタキが親しげに話しているところをよく目撃しているため、夏目の彼女だと勝手に勘違いし落ち込んでいる。親友の北本とはいつも一緒にいる。
家族構成は、母（声 - はやみけい）、兄（声 - 大山鎬則  ）の3人。受験生の兄のせいで家の中がピリピリして、売り言葉に買い言葉の結果母親が弁当を作ってくれなくなったせいで昼食はパン食になった。不器用で要領が悪く兄と比べ出来が悪いのがコンプレックス。将来は進学して田舎を飛び出すと決めている。貴志は表面的には大人びているが実は子供っぽいと思っている。
転校してきたばかりの貴志に声をかける。帰宅途中、道ばたで倒れていた貴志を休ませるために自宅に招いたものの兄と鉢合わせ、貴志が突然飛び出して行った（妖に追われた貴志が西村を守る為に逃げた）ことを誤解して家族の居ない貴志を無自覚に傷つけたと勘違いし、溝が生じてしまう。その後も気にかけていたが、ツルの折り方を調べるため書店で折り紙の本を立ち読みしていた貴志に苛立ち、「どうして俺に聞いてくれないんだ」と心ない言葉をぶつけてしまう。自分の心を覆う異様な何かに怯えて走り回った後、気がつくと病院に運びこまれていた。表向きは林道で足を滑らせ転落したところ、貴志が気づいて病院に運んだことになっているが、実は一連の出来事は貴志に纏わり付いていた小物が西村に目をつけ襲おうとしたのを、ニャンコ先生が撃退したというのが真相だった。ただし、西村本人に自覚はなく一部は夢だと思っている。
貴志との和解後に北本を紹介し、三人で行動を共にするようになる。思ったことをまっすぐ口に出してしまうので周囲とぶつかることもあるが、本人に全く悪気は無く、むしろ貴志にとってはその裏表の無さが心地良い模様。
北本 篤史（きたもと あつし）
声 - 菅沼久義
貴志の同級生で友人。貴志の秘密である妖が見える能力については知らない。西村とは対照的に思慮深くしっかり者で人を見る目がある。西村とは元々の親友でいつも一緒にいる。父親（声 - 坂東尚樹 ）は二葉村出身。家族構成は両親、妹の真奈（声 - 宇山玲加 ）の4人。父は大病を患った後、仕事を早退することが増えてしまい、母親は留守がちになっている。家族は将来を考えて狭いアパート暮らしもしたことがあるが北本自身に不満はなく、「家族は大事」「自分がしっかりしなければ」という自覚を持つ。進学志望だったが家族のため地元に残るべきか迷い悩む。昼食は真奈の手作り弁当だが、本人は見た目が可愛らしい弁当より所謂「ガテン飯」が良いと公言し西村から呆れられる。
転校生に興味津々だった西村と異なり、貴志に興味は全くなかった。だが、たまたま校内で貴志を目撃し、そのミステリアスな雰囲気に圧倒され、一人で居た貴志から妖ではないかと疑われ、ガン見される。そうしたことで貴志が苦労人かつナイーブと察して関わり合いを避けたがっていたが、西村に紹介されてしまう。貴志からガン見を謝罪された後、「優しい奴（西村）には優しい友人（北本）が出来る」と言われ認識を改める。その後は西村と二人で人間関係に苦労してきた貴志の新鮮な反応を面白がってあちこちに連れ回すなど仲良くなる。後に貴志に雰囲気の似た要が転入してきたことでグループは4人になった。貴志は大人びていると思っている。
貴志の置かれた立場を深く理解しており、貴志や藤原夫妻に関して校内で「奇行」や「虐待」などのよからぬ噂が立つと庇う側に回る。貴志に関して不思議な出来事に何度か遭遇しており、本編では結構な頻度で妖にちょっかいされて貴志に怒鳴られる、はたかれるなどのとばっちりを食っている。
原作では田沼と同じクラスの1組だが、アニメ版では貴志や西村と同じクラスの2組(三期では貴志とは別のクラスになっている)。原作第一話で妖に追われた貴志が出くわして神社の場所を尋ねたのは北本と西村の二人だと後に判明。連載初期はモブキャラ同然の扱いで西村同様に名字でしか呼ばれなかった。
笹田 純（ささだ じゅん）
声 - 沢城みゆき
夏目のクラスメイトの委員長。優等生で、眼鏡をかけた真面目な少女。多軌同様セミロングだが、茶色がかった黒髪である。実母は亡くなっており、母の形見であるお守りを旧校舎でなくして探しに行った時、妖の時雨が見つけてくれたことへのお礼を言いそびれ、それを悔やんで毎日旧校舎に通い、時雨を探し回っていた。夏目に妖を見る能力があることに薄々感づいているらしく、一度問い質したことがあるが、夏目はごまかした。
原作では1話分のみの登場で、旧校舎での肝試しの後に義父の栄転により引っ越すが、アニメ版ではこの設定とは違い、現在も夏目と同じクラスに在学中である。
アニメ版のみの設定
肝試しの一件以降も妖に興味があるのか夏目に気があるのか、何かと干渉してくる。夏目の能力はとても素晴らしい力だと評価しているが、それでも毎度夏目にはぐらかされる上に、田沼やタキのフォローによって夏目と切り離され、報われない。ふざけていることの多い西村や北本には厳しく、委員長命令を下すことが多いが、現在では普通に友人として一緒に行動することも多い。ニャンコ先生のことを「不細工ちゃん」と呼んでいる。
辻（つじ）
声 - 高坂篤志
夏目と仲がいいクラスメイト。下の名は不明。眼鏡と、ウェーブがかかった茶髪が特徴。クラス委員で面倒見が良く、夏目が転校してきた時から親しく話しかけていた。原作では旧校舎の肝試し以降よく登場するが、アニメ版では出番がほとんど無く、文化祭と西村・北本の回想の話に登場する。
柴田 克己（しばた かつみ）
声 - 細谷佳正
小学校時代の貴志の同級生で、貴志を「嘘つき」と呼んでいじめたことがある。現在は別の高校に通っているが、山藤の精である村崎が人間かどうかを確かめるため、昔の誼で貴志を訪ねた。夏目のことを「昔信じないでいじめてた奴」とクラスメートに話しており、ひどく後悔している。村崎の事件を通じて改めて貴志の友人になった。イケメンで女子にはモテる。後に貴志の紹介で要とも知り合った。
劇場版では直接は登場しないものの夏目とニャンコ先生の会話の中で名前が出て来る。

### 祓い屋
いわゆる怪異現象の解決を専門とする人々。古くからそうした事柄を生業としてきた。妖と契約を結び、式として使役。様々な術を独自に研究・伝承する。定期的に会合を開き、同業者間の情報交換を行う。必ずしも妖が見えるとは限らず、その能力についてもピンからキリまである。見えていた式が見えなくなると「廃業」に追い込まれる。能力者は家系的におおむね能力者を輩出するが必ずしも産まれるわけでなく、廃業した場合、祓った妖や式から報復されることに怯えなければならない宿命を抱える。
名取 周一（なとり しゅういち）
声 - 石田彰、大浦冬華（少年時代）
11月12日生まれ。A型。身長175cm。特技は怪しいオーラ。
劇中、ドラマや映画で活躍する人気俳優で祓い屋。貴志の理解者であり、同じく妖を見ることができる数少ない人物。
一人称は「私」、「おれ」。芸能人特有（?）のきらきらしいオーラ（ニャンコ先生によると「新手の妖気のようなもの」）を放っており、無駄に人目を集め、それを楽しんでいる様子が窺える。夏目がそれを指摘すると「きらめいててご免」などと発言する。アニメでは髪型と髪の色（茶色）が夏目と若干似ている。
俳優業の裏で祓い屋稼業をしており、柊、瓜姫、笹後の三体を「式」として使役する。（彼女たちについての詳細は名取の式を参照。夏目を式として素性を隠した際は「ナツメグ」と名を付けた）。
温泉旅行の際に夏目による妖への名返しを目撃したが、そのときは詮索しなかった。後に元式の妖が友人帳の存在を示唆したことで調べ回る。やがて貴志から明かされたが「そんな危険なもの焼いてしまえばいいのに」などと友人帳に関する価値観は大きく異なる。
マンションに独居暮らしているがほとんど物がなく、寝に帰る場所。実家は使用人を雇うほどの金持ち。
LaLa2018年11月号でのキャラクター人気投票では、第3位を獲得。
【能力】
体表に常人には見えない「ヤモリの形の痣」をした妖が住み着いていて、全身を動き回る。ただし、左足だけには決して移動せず、名取本人はこのことを特に気味悪がっている。健康に影響は出ていないが、逆にそれが怖いとのこと。その正体・理由などは不明であり、この妖のことを独学で調べているうちに、妖全般について学んでいった。もともと名取の家系は妖祓いを生業として的場同様の大家だったが能力者が出ずに廃業に追い込まれた。稼業にまつわる妖の報復を恐れていた両親は周一が能力者であったことを快く思っておらず、周一は家族との間に根深い確執を抱える。名取の名は祓い人の間では「廃業に追い込まれた無様な一族」として悪い意味で有名だったが、周一の実績がそれを跳ね返し、「さすがは名取」と言わしめた格好になっている。 最初に会合に顔を出した際に公然と陰口され、同業者たちを見返すため倉にあった書籍から独学で知識を得て妖怪退治に挑戦。周一と静司が協力して祓った格好だが静司に手柄を譲る。悪口を浴びせられながらも「妖が見えることについて嘘をつかずに済む」ことに安堵して会合に通い詰め、祓い屋のノウハウを学んだ。高校生のときに出会った祓い屋タクマ（声 - 山路和弘）の影響を強く受けており、伊達眼鏡や祓い屋としての立ち位置など彼に倣った形になっている。現在は同業者との繋がりも深く、協力的な人も多い。貴志の能力についても一目置いており、助手にしようとしたこともある。同じ祓い屋である的場のやり方にはやや抵抗を感じており、危険視している。高校の制服はブレザーだった。
【性格】
女性にはモテモテだが妖が見える人間にしか心を開かない。年齢差のある貴志とは人目も憚らず同じ境遇の友人として接している。ただし妖に対しての見解は、複雑な思いを抱く夏目とは異なり、はっきり憎んでいる。そのため、意見が食い違うこともしばしば。妖に感情移入し、自らの危険を顧みない貴志の行動がいずれ貴志自身の身を危険に晒すのを心配して何度も忠告しているが、貴志の行動に影響され名取自身が気づいているか否か分からないが心境や行動に変化がみられる(祓い屋として力でねじ伏せるかたちでの封印等に躊躇を見せるようになっている)。祓い屋稼業時は肉眼よりガラスを通したほうが妖が見えやすいらしく伊達眼鏡をかける。 貴志とニャンコ先生は彼を「胡散臭い男」だと思っている。貴志はそれなりに信用しているが、ニャンコ先生とは仲が悪い。基本的には冷静沈着な名取だが、ニャンコ先生と子供っぽい喧嘩をするなど、大人気ない一面も持つ。田沼やタキとの面識はなかったが、田沼とは夏目がビンに吸い込まれた事件をきっかけに初めて対面した。
一つ年下で的場一門の御曹司だった静司に対しては初対面で能力を試されたことから劣等感を抱えており、静司は周一を「使える人物」とみなし慕うが、周一は静司を忌避している。その静司が貴志に宛てて書いた手紙は偶然入手した周一が握りつぶした格好になっており、詳しい内容については現時点では判明していない。
的場 静司（まとば せいじ）
声 - 諏訪部順一
11月1日生まれ。AB型。身長174cm。趣味は「式」用妖集め（?）。
作中最大の祓い屋集団「的場一門」の現当主。一人称は「私」。長い黒髪の男性で、番傘を差していることが多く、右目に文様の入った眼帯を着けている。眼帯は、かつて妖に『仕事を手伝ったら右目を喰わせる』と約束した的場の先祖がその約束を守らず、以来その妖から狙われている右目を守るためのもの。また、眼帯に覆われている部分には酷い傷があるらしいが、詳細は不明。ただし、高校生の頃には眼帯はつけておらず、傷らしきものも存在していない。周一の1つ年下。高校の制服は学ランだった。
的場一門とは祓い屋大家一一家を束ねる集団で前述の事情により能力者を輩出しなかった所属一門家を妖の報復から保護する目的で成立した互助組織。情報を共有し、協力して強力な妖と対峙する。祓い屋は原則として個々が個人事業主であるが、的場一門は会社組織のようなものであるため扱える仕事も多い。このため同業者からは良く思われていない。
貴志については当初は「周一の連れ」という認識だったが、的場一門に捕まった貴志が式を素手でのして脱出し、斑の姿になったニャンコ先生の活躍で脱出したことを契機に興味を抱き、やがて貴志が祓い屋の間でも有名な夏目レイコの孫だと知る。捕らえた際に、荷物の中から友人帳を手にしているが落書きにしか見えず大層なものだと思わなかった。その事件後、貴志宛てに手紙を書いた。（周一の項目参照）更に貴志を的場一門に勧誘する。貴志は静司に藤原家を知られており、滋と塔子に貴志が見ているもの、遭遇していることを話すと脅迫めいたことをされている。七瀬に欺かれて以降、的場一門と貴志は悪い巡り合わせばかりで的場一門のとばっちりを食ったことが一度ならずある。故に危険視しており、友人帳の存在についても絶対知られてはならないと考えている。
アニメでは第3期から登場。アニメ第2期の後半で七瀬や名取から彼の名前が出てきているが、姿は見せなかった。
【能力】
御曹司だった高校生の頃から卓越した妖力を持ち、周一と競った三本角の妖怪退治で名を上げ実力を見せつけて的場一門当主となる。得意な武器は弓矢。呪符を付けた破魔矢であれば大妖でも一矢で消滅させる。ニャンコ先生と渡り合うほどの手強い術を使う。
【性格】
常に不敵な笑みを浮かべその態度は傲岸不遜。感情をあまり表に出さず、普段は穏やかな口調で愛想のよい笑みを浮かべているが、危険な雰囲気を漂わせていて、妖にも人にも「使えるか、そうでないか」で判断する非情で合理的な性格。前述のように契約不履行でいつ襲撃されるともわからないが飄々と構えている。ミステリアスな存在で貴志に宛てた手紙に何が書かれていたかは不明で一門に誘った真意のほども不明。周一に対しては前述のように上から目線ながら一方的に慕っている。
七瀬（ななせ）
声 - 土井美加、永田依子（少女時代）
妖祓い・的場一門の秘書。眼鏡をかけ細目が特徴の初老の女性。一見すると温和で優しそうに見えるが目つきは鋭い。名取の見立てによると、力は夏目の方が上であるという。初登場で貴志たちを謀って式を手に入れた。妖を「危険な存在」と言い捨て、使役している妖を手酷く扱うなど、妖に対して非情である。周一とは折り合いが悪いが「会合」ではよく出くわす。レイコについては噂で耳にしているらしい。
アニメシリーズでは第1期の最終話で一瞬だけ姿を見せており、後に第2期・第11話から登場して名取や夏目達と遭遇する。

### その他
田沼の父
声 - 松本保典
八ツ原の住職。下の名は不明。心優しい性格の持ち主で、息子と同じく妖力は無いが、修行により身についた強力な法力を持つ。背中には神格レベルの妖が憑依しており、見える人には後光が差したように見える。ただ妖の心は人とは異なるため、本人は気に入っていても近親者まで護るとは限らない。このため要が妖の影響で虚弱だった。ニャンコ先生によれば本人には自覚が無いとのこと。
慎一郎（しんいちろう）
声 - 二又一成、波田野由衣（少年時代）
多軌の祖父。多軌が幼い頃に他界している。妖の事を知っており、とても興味があったらしく、妖の姿を見ることに憧れ、研究していた。ニャンコ先生によると素質はあったらしいが、感覚の波長が妖とは合わず、見ることはできなかったのではないかとのことで、多軌家には彼が知らず知らず展開させた半端で未完成な結界などの呪いがあちこちに残っているという。旧家である多軌家の蔵には彼の遺品がたくさんあり、妖に関する研究の成果や収集品などが置かれているが、中でも魔除けの品は総じて不気味であるようで、夏目と田沼には「怖い」「魔以外のものも除けそう」などと評されている。多軌が妖を見ることができる「姿写しの陣」は彼の作で、遺品の一つである。多軌のどちらかたの祖父であるのか作中では描かれていないが、小説では苗字は多軌になっている。
ハナ
声 - 喜多道枝
露神の元に小さい頃からお参りをしている老婆。露神と夏目はハナさんと呼んでいる。夏目が初めて会った時点で、露神にお参りをしに来る者は彼女1人であった。2度目に夏目が会った時に、女学校からの帰りに参拝しに来た際、露神の姿を1度だけ見たことがあると明かしている。
長い間、病を患っていたが遂に亡くなり、それによって露神も消えていった。露神が消える際、彼女が成婚時の回想が描かれている。
民子（たみこ）
声 - 石毛佐和
穴の中でニャンコ先生が出会った女の子。ニャンコ先生のことを最初は白い子豚と勘違いするが、その後は「ネコちゃん」と呼ぶようになる。 後に両親とともに夏祭りに現れ、笹田純に捕まったニャンコ先生を助け出した。
原作では名前不詳で、「民子」はアニメ登場時の名前。
呪術師
声 - 世戸さおり
第7巻に登場した女性の呪術師。自身の式を的場に殺されたことがあり、的場に復讐心を持っていた。
緒方 ユリコ（おがた ユリコ）
声 - 伊藤静
夏目の中学時代の同級生であった少女。第9巻の特別編「夏目観察帳(5)」に登場。
双子の兄妹
声 - 兄・河城英之介 / 妹・秋枝一愛
「ニャンコ先生とはじめてのおつかい」に登場。家の近く（のはず）の三ッ森ストアにお使いに行く途中で森に迷い込み、赤トンボ（アキアカネ）を追って同じく森に迷い込んで来たニャンコ先生と遭遇。それ以降三ッ森ストアを目指してニャンコ先生を引っ張り回す珍道中が始まる。ニャンコ先生の事を大きな狸だと信じ込んでいる。
クロサキ ソウゴ
声 - 郷田ほづみ
第14巻に登場した少女妖怪にタオルをくれた男性。雨の日に街外れの古びた木造のバス停でバス待ちをしていた時、雨の中を、はしゃいでいる少女妖怪を見つけ、風邪をひくからと持っていたタオルで頭を拭いてあげた。少女妖怪を見たのはその１回きりで、本人はその出来事もタオルをあげたことも覚えていなかった。
約50年同じバス停から通勤しているが、風邪をこじらせ一時的に山都第二病院へ入院したため、姿を見かけなくなったことで少女妖怪が貴志を訊ねるきっかけとなっている。
クロサキ ナナコ
声 - 清都ありさ
第14巻に登場したソウゴの孫娘で女子高生。ソウゴを探しに来た貴志と少女妖怪に下校中のところを偶然発見され、少女妖怪が「あの人と同じ匂いがする」と言ったため、貴志が声をかけた。
最初は貴志のことを不審に思い、あまり関わらないようにしていたが、何度も声をかけて、ソウゴのことを尋ねてくる貴志の親身な姿に心を許し、ソウゴが入院していることと、その場所を教えた。
拓磨 洋介（たくま ようすけ）
声 - 山路和弘
メガネを掛けた初老の男性。元は祓い屋だったが、歳とともに妖怪を見ることができなくなったため、現在は引退している。
名取とは、彼が高校生だった頃から面識がある。
拓磨 月子（たくま つきこ）
声 - 瀬戸麻沙美
拓磨の娘。祓い屋の家系で少し知識はあるが、現在の父と同様に妖怪を見ることはできない。家の近所で雨宿りしていた夏目を招くが、その際ニャンコ先生をスコティッシュフォールドと勘違いする。
近頃家で起こる不審な現象の調査を、祓い屋である名取に依頼していた。第15巻60-2話、アニメは第6期4-5話に登場。

## 妖怪

### 夏目組・犬の会
「夏目様」のしょうもない悩みやお節介に付き合って、呼び出しあらば犬のごとく馳せ参じようという妖が集まった飲み会サークル。発起人は中級妖怪のコンビ。
ヒノエ
声 - 岡村明美
呪詛使いの女妖。三篠の知り合いで、呪術の知識が豊富。妖力のほどは不明だが、大物の部類に入る。外見は人間に近く、レトロな着物姿。右目は開かない。長い髪は簪でとめていることが多く、キセルを愛用している。蓮っ葉な言動だが姉御肌で面倒見はよい。男嫌いであるが、レイコに惚れていたため、レイコに瓜二つな孫の夏目のことは例外的に気に入っている。レイコに断られたため友人帳に名は書かれていないが、三篠と同様、夏目に協力することを約束している。旧知である斑・ニャンコ先生とは喧嘩友達のような関係。初登場は第2巻6話、アニメは第1期12話。
三篠（みすず）
声 - 黒田崇矢
友人帳に名を書かれた妖の1人。斑時のニャンコ先生にも見劣りしないかなりの巨体で、右手は馬、左手は人間、人の体と馬の顔を持つ。鈴や腕輪を身につけており、それらを鳴らして姿を現す。子分としている蛙以外にも、複数の妖を従える沼護り。友人帳に書かれた妖の中では唯一夏目の命に従っているが、大妖としてのプライドが高いのか、主人である夏目に軽んじるような口をきく描写が多々見られる。夏目が友人帳を持つに相応しいかを試した際、相応しくないと判断しながらも、その人柄を気に入り名をそのまま預ける。また、ヒノエに夏目を思うなら友人帳を取り上げ、人の世界で暮らさせるようにすべきだと促す。初登場は第1巻3話、アニメは第1期3話。
中級妖怪
声 - つるつる・松山タカシ / 牛・下崎紘史
八ツ原に暮らす妖のコンビ。調子がいい。妖の中では登場頻度が多く、作中では彼らコンビに似た妖も登場している。
本名は共に不明。ひとつ目の妖は「つるつる（A）」、牛顔の妖は「牛（B）」である。妖力は文字通り中級だが、カッパよりは上で、ちょっとした変化の能力もある。夏目を「夏目様」、「夏目の旦那」と呼び慕っている。ニャンコ先生に対しては普段は「斑様」と呼んでいるが、酒盛りに現れて酔っ払っては下手な歌を披露する上に酒乱で暴れることに頭を悩ませている。そのため陰で「ブサネコ」と呼んだり、ボイコットを企んだりしていたが、その現場が見つかり、雷を落とされたこともある。「夏目組・犬の会」の発起人で、夏目の前に現れるときには「犬の会」と書かれた白い上り旗を掲げていることがある。また、夏目との会話の状況に応じて「夏目さまに恩をうる会」「夏目さまを偲ぶ会」など名称を一時的に変えることがある。初登場は第1巻3話、アニメは第1期3話。
ちょび（ちょびひげ）
声 - チョー
各地に陣を書いて回るタキを止めるべく、夏目に相談し、頼ってきた妖。自らを高位の妖と名乗り、ニャンコ先生の張った結界も通り抜けた。
見た目通りのんびりしているが、性格は傲慢であり、また丁寧な口調だがかなり毒舌であって、特にニャンコ先生とはその本来の力を知ってか知らずかしょっちゅう口喧嘩で衝突し合っていて、ニャンコ先生やその結界を「ちんけ」と表現している。語尾には必ず「〜であります」を付けて話し、アニメではニャンコ先生との口喧嘩の際に語尾を真似されていた。平和主義な一面が見られる。人の子はかわいらしいと思いつつも好きにはなれないらしく、表情のある生物は苦手だと言う。
本名は不明（アニメでは第7期5話「ちょびの宝物」で正体が明かされる）。体格は胴より頭が大きく、口髭を生やしていることから、「ちょびひげ」、「ちょび」と呼ばれるようになる。アニメでは第2期6話より登場。
紅峰（べにお）
声 - 渡辺美佐
ニャンコ先生の古い友人で、右目に蝶が止まっている人の姿の女妖。妖気を感じ取る能力に秀でており、本人の発言からして人間を食することに躊躇はないようである。ニャンコ先生のことを「斑様」、リオウのことを「主様」と敬っているが、招き猫姿の先生やリオウに対しては「ちんちくりん」と称し心底嘆いている。人間は嫌いだがニャンコ先生を介して夏目には協力的であり、夏目がリオウを解放して以降は「主様の恩人では食うわけにもいくまい」と、恩義を感じている描写がある。妖の中では珍しく夏目が「さん」付けしたり稀に敬語を使って話したりしている。
アニメシリーズでは第2期に初登場、第3期最終話で再登場し、夏目組・犬の会の宴会に参加した。
カッパ
声 - 知桐京子
炎天下の苦手な下級妖怪。道端で干からびそうになっていた所を夏目に助けられてから「夏目親分」と呼び慕っている。学習能力は低いらしく、毎回登場のシーンは水辺から離れて干乾びそうな状態で発見され、それを夏目が頭の皿に水をかけて救うというものになっている。初登場は第2巻5話、アニメは第1期4話。
子狐（こぎつね）
声 - 矢島晶子
森に住む狐の妖。本名は不明。原作では性別も不明だが、アニメ版では雄らしい描写がなされているが、妖である為に曖昧にされている。森に棲む中級妖怪たちにいじめられている所を夏目に助けられ、それ以降夏目を慕っている。母親を亡くしていて、その墓標らしき石を「母さま」と呼んで大切に扱っている。力が弱いため自力では人間に化けられず、また人間に化けられる薬を使用しても耳と尻尾が出てしまう。森に落ちていた白い帽子を大事にしている。
一人称は、原作では「私」、アニメでは「僕」。アニメシリーズでは第1期7話に登場し、夏目に会いたいがために他の妖から人間に化けられる薬をもらい、列車に乗り夏目に会いに行った。最終話では夏祭りに現れ、夏目達と花火を鑑賞した。第3期にて再登場した。夏目や夏目組の妖怪たちとかかわりが多いが、正式な夏目組・犬の会のメンバーではないため、メンバーが一堂に集合する場面において毎回登場せず、第5期オープニングでもメンバーの中に描かれていない。
そのほかに、第3期最終話で夏目を夏目組・犬の会の宴会に強制参加させるために縄で縛って拉致した「大根のような姿をした妖怪」（第5期オープニングの犬の会メンバーとしても再登場）や、夏目組・犬の会の宴会に参加している3匹の「八ツ原に棲む低級妖怪」（小鬼のような妖怪、小鬼のような三つ目の妖怪、鉢を被った妖怪）がメンバーとして存在しているが、いずれも名前やどのような妖であるかなどは明らかにされていない。

### 名取の式
柊（ひいらぎ）
声 - 雪野五月
一つ目の鬼のような面を着けている女妖。元は山守りをしていたが人間に捕えられ、蔵護りとして封じられていた。
かつて幼少時の名取と出会い、右手の傷に包帯を巻いてもらった思い出から、退治屋になった名取にあえて退治されて彼に功績を立てさせようとしていた。しかし名取に彼女を退治する気はなく、一旦瀕死にさせて、死ぬことにより解ける蔵護りの呪縛から解放するつもりでいた。夏目とニャンコ先生の尽力もあって一命を取り留め呪縛から解放されて以降は名取の式になることを選び、彼を「主様」と呼び慕っている。無口で感情は希薄だが、夏目に対しては辛口な言動で接しつつも気にかけている様子で、しばしば夏目の左腕に魔除けの文字を書いてやっている。ただ、柊本人の寡黙な性格から来る説明不足な部分と、ストイックな性格から来る女性(妖怪ではあるが)とは思えないほどのデリカシーの無い行動から、結果的に無意識な逆セクハラ(夏目が温泉に入っている最中に突然目の前に現れたり、魔除けの印を書き込む為に衣服を無理やり剥ぎ取ろうとしたり)となってしまい、その度に夏目からお仕置き(お湯を掛けられたり、反射的に殴られたり)を受けていた。背中に太刀を背負っており、これを武器として使用する。解放以降、面には右上にヒビが入っている。初登場は第2巻7話、アニメは第1期9話。
LaLa2018年11月号の人気投票では、第10位。
笹後（ささご）
声 - 本多知恵子（1・3・4期）、川澄綾子（6期）
名取の式の1人。くせっ毛に牛のような角を持ち、帯状の目隠しをした姿をしている。ニャンコ先生には「ちりちり」と呼ばれており、仲が悪い。また夏目のことも気に食わず、夏目が名取を面倒事に巻き込んでいると思っている。瓜姫とともにファンブックお悩み相談室で、柊が名取のお気に入りとなり、すっかり影が薄くなったのをどうにかしてほしいとタキに相談している。初登場は第2巻7話、アニメは第1期9話。
瓜姫（うりひめ）
声 - 樋口あかり
名取の式の1人。黒い長髪で額に文様がある。黒髪を自在に操ることができる。性格は攻撃的だが、笹後と同じく名取には忠実である。
名取と出会った当初は以前の術士に捨てられた悲しさから、だれかに祓われることを望んでいたが、名取の提案によって契約し彼にとっての初めての式となった。（原作第21巻特別編17）初登場は第2巻7話、アニメは第1期9話。

## 用語

### 呪具
友人帳（ゆうじんちょう）
夏目レイコが作成した、妖達を統べる契約書の束。レイコが打ち負かした妖の名が書いてある。細長い紙を縦に束ねて上部に2つ穴をあけ、「友人帳」と縦書きされた表紙をつけて黒い綴り紐で閉じてある。漫画版では紐が省略されていることもある。アニメ版では表紙の色は緑色。3巻第9話で夏目が藤原家に来る前に引き取られていた親族が「レイコの遺品」として発見し、「持っていても何にもならないのだから」と夏目に譲ったことが回想されている。藤原家に引き取られてからレイコと面識があり、名前を書かされた妖達が姿を見せるようになった。
この紙に名が書かれている妖は、友人帳の持ち主に名を呼ばれると逆らうことができない。また、名が書かれている紙を燃やされたり破かれたりすると同じ目に遭う。そのため、名を奪われたものは命を握られたも同じであり、友人帳を手にすれば多くの妖を従えることができることとなり、持ち主は狙われやすい傾向にある。真に友人帳を扱えるのは夏目レイコおよびその血族の夏目貴志だけであり、少なくとも「名を返す」という行為には本来の持ち主であるレイコ（もしくは血族である貴志）の唾液と息を必要とし、名を返した後にはひどく疲れを催す。
名取曰く「禁術」
紙人形（かみにんぎょう）
名取がよく使用する呪術道具。パターンが2通りあり、「基本編」と「応用編」に分かれている。「基本編」は低級な妖を乗り移らせて自在に操るための、依代として使う。離れた場所に飛ばして情報を得たり、失せ物探しに使ったりと、妖退治以外にも用途は広い。 後者の「応用編」は、いくつもの人形を繋げて作れば、目的の相手を捕まえることができる。
また、巨大な紙人形を作れば、妖に攻撃を加えることもできる。
巻物（まきもの）
式を呼び出す。本来「式」とは、契約によって従う妖を指すが、巻物を使うことで、1回限りの式を呼び出すこともできる。ただし、それなりの妖力と体力が必要のため、扱いは難しい。
魔除け（まよけ）
呪術師が施すもの以外に、身近な物にも魔除けの効果がある。「魔除け文字」、「招き猫」など。
封印具（ふういんぐ）
封印の呪術を施した入れ物や道具。例として「魔封じの壺」、「縄」、「魔封じの鏡」、「箱」など。

### 呪術（陣）
※現時点では8つの陣が紹介されている。主に祓い人である名取周一が幅広く陣を活用している。
夏目レイコ、貴志の呪術
呼び出しの陣
準備するもの/白衣（白布）、友人帳、鏡、代償（血液など）。
友人帳を使用した妖を呼び出す術。内側から2番目の円が約束時、3番目が供物としての力を持つ文字、外側の字が罰を示した陣。用心棒である三篠を呼び出すために使用した。
退魔・追い出しの陣
準備するもの/半紙（室内の場合）。
妖を特定の場所から追い出す術。角には見張り代わりの札を貼り、出口以外の逃げ道を塞いで落ちてもらうための陣。藤原家を脅かす妖・カリメを追い出すために使用した。
名取周一の呪術
雷の陣
準備するもの/和紙。
上級な雷の妖の名を使って、雷の力を持つ妖達の力を集めて中心に落とす陣。内側から2番目の円が雷神の名。外側が集まってくる力の入り口。柊の呪縛を焼き切る際に使用した。
失せ物探しの陣
準備するもの/紙人形。
主に人や物探しなどに活用。低級の形も持たないような妖を集めて、紙人形を依代にして操るための陣。水と火の文字は、字の持つ力を働く低級への褒美として与える。
夏目も妖を探すために使用した。
足止めの陣
準備するもの/紙人形（足止め後の攻撃用）。
形もない低級な妖を集めて、踏んだ者を動けなくさせるための陣。東と西が低級の入り口。鳥のような文字が低級達を見張って従わせる。カイを捕らえるための罠として使用したが、実際はニャンコ先生がかかった。
封印の陣
準備するもの/魔封じの壺、縄。
陣を踏んだ妖怪を、中心に置いた壺などに吸い込み、封印するための陣。封印系なので周りに被害が少ないが、妖をうまく陣の中に誘導しなければならない。
妖掴みの陣
準備するもの/魔封じの壺。
陣自体を依代として、地の底に眠る地神の力を借りて妖を捕らえるための陣。線や文字が妖を捕まえるので、術後、陣は残らない。賞金首の妖を封印するために使用。
多軌 透の呪術
姿写しの陣
準備するもの/特になし。
日や月、火など、自然の力を借りて、陣の内の者の姿を写す陣。妖力の弱い人間にも妖の姿を見せることができる。タキの祖父の形見でもある。名取によると「禁術」。

### 地名
二葉ダム（ふたばダム）
夏目達の住む町から自転車で行ける距離にある山中のダム。水底には旧二葉村が沈んでいる。
三隅の山（みすみのやま）または三隅岳（みすみだけ）
夏目達の住む町の手前にある。かつて住民達によって月分祭が行われていた。また近くには遊蔓が治める谷がある。
三ッ森ストア（みつもりすとあ）
ニャンコ先生が双子の兄妹と目指す羽目になった個人商店。この土地の人達にはよく知られた店であるらしく、周一や笹田やタキ、塔子も買い物に来ている。周一や笹田はここでも 売っているパクリンチョコのヘビーユーザであり、このチョコは笹田がそれを食べた事がないというタキ、そして貴志 にも薦めていた り、双子もこのお使いのご褒美として一緒に買っていい事になっていたくらいの好物で、周一に至っては幼少時からのファンだというくらい息の長い商品。なお、周一や笹田が持っている様子から形状は約10センチくらいの四角い棒状をしていて、手軽に持って食べられるよう個包装になっている。また名取が食べている断面から、チョコレートコティングされたエアインチョコもしくはムース状チョコの中にパフもしくは砕いたナッツが入っているものと思われる。
七辻屋（ななつじや）
レイコ、ニャンコ先生が太鼓判の老舗まんじゅう屋。羊羹も販売している。
七つ森（ななつもり）
奥には澄んだ水の沼があり、昔は蛍を目的に訪れる者もいた。
八ツ原（やつはら）
草木の繁る広大な草原。中級妖怪たちが面白おかしく暮らしている。廃寺があったが現在は田沼父子が越してきて居住している。
音無しの谷（おとなしのたに）
山の中にある険しい岩場の谷。かつては多くの妖怪たちが暮らし草花も咲き乱れるなどにぎやかな場所だったが、今では荒れ果て、最後まで暮らしていた鳥妖怪のひだかも離れたため、住む妖怪すらいなくなった寂しい場所。
四峰（よんみね）
苔生した古い石灯籠が多数立ち並ぶ山。山中には岩穴があり、オオツノが暮らしている。長雨で多くの石灯籠が倒れたことがあり、オオツノが持つ薬草欲しさに中級妖怪たちが建て直したことがある。
紡錘岩（ぼうすいいわ）
隣町とつながる山道から奥へ入っていた場所にある紡錘の形をしたそびえたつ岩。12年に一度岩の割れ目から水が湧き出し、その水は妖力を強くする効果がある。
回遊亭（かいゆうてい）
森の中にある荒れ果てた屋敷（廃屋）。三隅岳の近くにある谷の主・遊蔓が所有していて、時々妖怪たちを集めては谷の覇権をかけたゲームごとを開いている。ヒノエ曰く人間には危険な場所だという。

## 書誌情報

### 単行本
- 緑川ゆき 『夏目友人帳』 白泉社〈花とゆめコミックス〉、既刊32巻（2025年4月4日現在）
  1. 2005年10月10日初版発行（2005年10月5日発売）[8]、ISBN 4-592-17158-6
  2. 2006年8月10日初版発行（2006年8月5日発売）[9]、ISBN 4-592-17159-4
  3. 2007年2月10日初版発行（2007年2月5日発売）[10]、ISBN 978-4-592-18446-1
  4. 2007年8月10日初版発行（2007年8月4日発売）[11]、ISBN 978-4-592-18447-8
  5. 2008年3月10日初版発行（2008年3月5日発売）[12]、ISBN 978-4-592-18448-5
  6. 2008年7月10日初版発行（2008年7月5日発売）[13]、ISBN 978-4-592-18449-2
  7. 2009年1月10日初版発行（2009年1月5日発売）[14]、ISBN 978-4-592-18667-0
  8. 2009年7月10日初版発行（2009年7月3日発売）[15]、ISBN 978-4-592-18668-7
  9. 2010年1月10日初版発行（2010年1月4日発売）[16]、ISBN 978-4-592-18669-4
  10. 2010年7月10日初版発行（2010年7月5日発売）[17]、ISBN 978-4-592-18670-0
  11. 2011年3月10日初版発行（2011年3月4日発売）[18]、ISBN 978-4-592-19361-6
  12. 2011年7月10日初版発行（2011年7月5日発売）[19]、ISBN 978-4-592-19362-3
  13. 2012年1月10日初版発行（2012年1月4日発売）[20]、ISBN 978-4-592-19363-0
  14. 2012年7月10日初版発行（2012年7月5日発売）[21]、ISBN 978-4-592-19364-7
  15. 2013年1月10日初版発行（2013年1月4日発売）[22]、ISBN 978-4-592-19365-4
  16. 2013年7月10日初版発行（2013年7月5日発売）[23]、ISBN 978-4-592-19366-1
    - フィギュアストラップ付き限定版 同日発売[24]、ISBN 978-4-592-19873-4

  17. 2014年1月4日発売[25]、ISBN 978-4-592-19367-8
  18. 2014年9月5日発売[26]、ISBN 978-4-592-19368-5
  19. 2015年5月1日発売[27]、ISBN 978-4-592-19369-2
  20. 2016年4月5日発売[28]、ISBN 978-4-592-19370-8
  21. 2016年10月5日発売[29]、ISBN 978-4-592-19371-5
  22. 2017年9月5日発売[30]、ISBN 978-4-592-19372-2
    - アクリルチャーム付き特装版 同日発売[31]、ISBN 978-4-592-10580-0

  23. 2018年9月5日発売[32]、ISBN 978-4-592-19373-9
    - ラバーストラップ付き特装版 同日発売[33]、ISBN 978-4-592-10599-2

  24. 2019年5月2日発売[34]、ISBN 978-4-592-19374-6
  25. 2020年6月5日発売[35]、ISBN 978-4-592-19375-3
    - フィギュアストラップ付き特装版 同日発売[36]、ISBN 978-4-592-10620-3

  26. 2021年1月4日発売[37]、ISBN 978-4-592-19376-0
    - ニャンコ先生フィギュア付き特装版 同日発売[38]、ISBN 978-4-592-10622-7

  27. 2021年9月3日発売[39]、ISBN 978-4-592-19377-7
    - ニャンコ先生アクリルフィギュア付き特装版 同日発売[40]、ISBN 978-4-592-10626-5

  28. 2022年5月2日発売[41]、ISBN 978-4-592-19378-4
    - ニャンコ先生フィギュアストラップ付き特装版 同日発売[42]、ISBN 978-4-592-10630-2

  29. 2023年1月4日発売[43]、ISBN 978-4-592-19379-1
    - ニャンコ先生フィギュアストラップ付き特装版 同日発売[44]、ISBN 978-4-592-10634-0

  30. 2023年9月5日発売[45]、ISBN 978-4-592-19380-7
    - ニャンコ先生フィギュアストラップ付き特装版 同日発売[46]、ISBN 978-4-592-10636-4

  31. 2024年9月5日発売[47]、ISBN 978-4-592-22201-9
  32. 2025年4月4日発売[48]、ISBN 978-4-592-22202-6
    - 「ヘチャムクレぬいぐるみ」付き特装版 同日発売[49]、ISBN 978-4-592-10639-5

### スピンオフ
- 緑川ゆき（原作） / カネチクヂュンコ（作画） 『ニャンコ先生が行く！』 白泉社〈花とゆめコミックス〉、全5巻
  1. 2015年5月1日発売[50]、ISBN 978-4-592-21746-6
  2. 2016年10月5日発売[51]、ISBN 978-4-592-21847-0
  3. 2018年9月5日発売[52]、ISBN 978-4-592-21865-4
  4. 2019年5月2日発売[53]、ISBN 978-4-592-21897-5
  5. 2020年6月5日発売[54]、ISBN 978-4-592-21898-2

### 小説
- 緑川ゆき（原作） / 村井さだゆき（著） 『小説・夏目友人帳』 白泉社〈LaLa Novels〉、全3巻
  - 『小説・夏目友人帳』2013年1月4日発売[55]、ISBN 978-4-592-19749-2
  - 『小説・夏目友人帳 たまゆらの家』2016年10月5日発売[56]、ISBN 978-4-592-21846-3
  - 『小説・夏目友人帳 うつせみに結ぶ』2018年9月5日発売[57]、ISBN 978-4-592-21873-9

### 関連書籍
- 『夏目友人帳 公式ファンブック-夏目と友人たち-』2009年1月5日発売[58]、ISBN 978-4-592-18696-0
- 『ニャンコ先生友人帳 夏目友人帳公式ニャンブック』2009年7月3日発売[59]、ISBN 978-4-592-18690-8
- 『テレビアニメ「夏目友人帳」追想録-あたたかい時間-』2009年8月29日発売[60]、ISBN 978-4-05-605644-0
- 『夏目友人帳　PASH! ANIMATION FILE 10』2012年6月1日発売[61]、ISBN 978-4-391-63278-1
- 『夏目友人帳 ビジュアルファンブック 夏目画楽帳』2014年1月10日発売[62]、ISBN 978-4-592-21700-8
- 『夏目友人帳スペシャルブック ニャンコ先生工場見学』2014年9月5日発売[63]、ISBN 978-4-592-21718-3
- 『夏目友人帳 ニャンコ先生 羊毛フェルト手作りキット』2014年9月5日発売[64]、ISBN 978-4-592-21718-3

## LaLaドラマCD
- LaLa トレジャー☆ドラマCD（2007年10月号付録） - 原作第4話の物語を収録。
- LaLa エクセレント☆ドラマCD（2008年11月号付録） - オリジナルストーリー。
- LaLa ダブルプレミア☆ドラマCD「名取のドラマ撮影に夏目達が参戦!?」（2009年5月号付録） - オリジナルストーリー。キャストトークも収録。
- LaLa ふろくドラマCD「夏目音物語集」（2010年11月号付録[65]） - 原作第27話を音声で収録した「夏目、文化祭に参加する」と、オリジナルストーリー「ニャンコ捕物帳」の計2本を収録。
- LaLa ふろくドラマCD「夏目音物語集2」（2011年9月号付録[66]） - オリジナルストーリー「月小夜の姫君」「夏目百物語」の計2本を収録。
- 夏目友人帳ドラマCD「夏目音戯帳」（2017年3月号付録[67]） - オリジナルストーリー「迷いし者」「ニャンコ先生のお留守番」の計2本を収録。
- 夏目友人帳ドラマCD「滋のひみつ」（2021年3月号付録） - オリジナルストーリー。
- 夏目友人帳20周年記念ドラマCD「はたとせ映し」（2023年11月号付録） - オリジナルストーリー。

## アニメ

### テレビアニメ
第一期は2008年7月から9月まで放送された。その後、第二期は2009年1月から3月まで、第三期は2011年7月から9月まで、第四期は2012年1月から3月まで、第五期は2016年10月から12月まで、第六期は2017年4月から6月まで、第七期は2024年10月から12月までそれぞれ放送された。

### 劇場アニメ
2018年9月29日に劇場アニメ第1作『劇場版 夏目友人帳 〜うつせみに結ぶ〜』が公開された。2021年1月16日に劇場アニメ第2作『夏目友人帳 石起こしと怪しき来訪者』が公開された。

## モバイル関連
- 2011年12月、BIGLOBE が iPhone/iPod touch と Android 向けに『夏目友人帳 めざまし 〜ニャンコ先生〜』をリリース。
- 2011年12月、at the LOUNGE が Android 向けに『夏目友人帳 ニャンコ先生 ウィジェット』をリリース。
  - 2012年8月、iPhone/iPod touch 向けに『夏目友人帳 ニャンコ先生と遊ぼう』をリリース（『夏目友人帳 ニャンコ先生 ウィジェット』のiOS版）。日本エンタープライズが、2013年11月にKDDI のスマートフォン向け定額サービス「auスマートパス」、2015年3月にソフトバンクモバイルが運営するスマートフォン向け定額サービス「App Pass」で『夏目友人帳 ニャンコ先生と遊ぼう』をリリース。
- 2012年3月、BIGLOBE が iPhone/iPod touch 向けに『夏目友人帳 フォトデコレーション』をリリース。
- 2013年7月、スマートフォン（iPhone・Android両対応）用のアプリ『嫁コレ』に参加した。BIGLOBEがリリース。

この他、各社できせかえやメール素材、着ボイス等が発売されており、特にナツメアタリの運営する専用モバイルサイト『アニメ夏目友人帳モバイル』（2009年よりFP版、2013年よりSP版が開設された）のFP版ではFlashゲームが配信されていた。

## その他
2012年3月17日 - 5月13日に開催された「アニプレックス 春の乙女祭り in ナムコ・ナンジャタウン」に、本作を含む4タイトルとのコラボレーションメニューが登場。ニャンコ先生をモチーフにしたデザートなどを注文できた。
2013年には原作10周年を記念し、1月7日からビームスの「MANGART BEAMS T」とのコラボレーションTシャツが受注販売された。NOSIGNERによるデザインである。1月8日からは日本各地のファミリーマートで、同店とアニマックスとのコラボレーション商品である菓子パンや和菓子が期間限定で販売。1月7日から2月27日までは大手天丼チェーン・てんやで、海老天3本にいんげんを添えた「特丼」と、天丼てんやの“和すいーつ”「かりんと饅頭」をセットにした「ニャンコ先生セット」が期間限定で販売された。
イオン（と一部ミニストップ）で、2013年2月よりアサヒ飲料とのタイアップで景品付きの商品が期間限定で度々発売されている。
熊本県のくま川鉄道にて人吉温泉駅とおかどめ幸福駅間の切符をニャンコ先生ケース入りで2013年2月25日から4月7日にかけて発売された。その後も夏目友人帳とコラボレーションした記念乗車券を発売している。6月14日にはムービックとエンスカイのトレーディングカードゲーム『プリズムコネクト』とのコラボレーションデッキが発売された。9月10日 - 12月31日には明治のチョコレート菓子ガルボミニとのコラボとして対象商品についている応募マークを集めて応募するとオリジナルグッズが当たるキャンペーンが行われた。Earth music&ecology JapanLabelともコラボレーションし、12月1日よりアパレル商品が発売された。翌年2014年11月1日には第2弾 が、2015年1月1日にはいままでの製品を詰めた福袋が発売された。
2014年2月14日よりMobageで夏目友人帳のアバター用コインガチャが登場し、2014年9月5日には第2弾・コインガチャ　夏目友人帳〜秋〜が登場した。
2025年2月22日より8月27日(当初予定6月6日より延長)までの期間限定で、原作22(にゃんにゃん)周年を記念し、貴志(たかし)と同じ名前の「貴志駅(きしえき)」を含む和歌山電鐵貴志川線主要駅でのスタンプラリー開催、たま電車が「おでかけニャンコ先生」仕様になる等、猫の駅長で知られる和歌山電鐵貴志川線とのコラボレーションイベントが開催されている。。